# 杨柳静
杨柳静（1998年8月22日—），生于陕西省安康市，中国女子田径运动员，主攻竞走，2019年世界田径锦标赛女子20公里竞走铜牌得主、2023年亚洲田径锦标赛女子20公里竞走金牌得主。